# 峨参属
峨参属（学名：Anthriscus）是伞形科下的一个属，为二年生或多年生草本植物。该属共有约20余种，分布于欧洲、亚洲、非洲和美洲。